# Mistrovství Evropy v plaveckých sportech
Mistrovství Evropy v plaveckých sportech je organizováno Evropskou plaveckou ligou. Poprvé se mistrovství konalo v roce 1926 v Budapešti. 
Původními plaveckými sporty mistrovství Evropy jsou plavání v 50 m bazénu, skoky do vody a vodní pólo. Od roku 1977 je na programu umělecké (synchronizované) plavání a od roku 1995 plavání na otevřené vodě, které probíhá také samostatně jako mistrovství Evropy. Důvodem konání samostatného mistrovství bývá brzký termín mistrovství Evropy v plaveckých sportech, kdy je voda v nádržích, jezerech příliš studená – v roce 2004 proběhly v květnu závody na otevřené vodě na přehradě San Juan, která měla necelých 16 °C. Vodní pólo má od roku 1999 samostatné mistrovství Evropy. V roce 2022 měl premiéru plavecký sport skoky do vody z velkých (extrémních) výšek.
Mistrovství Evropy v plaveckých sportech probíhalo mezi lety 1930 až 1974 ve čtyřletém cyklu. Zaběhlý systém narušila druhá světová válka a konání prvního mistrovství světa v plaveckých sportech v roce 1973. Mezi lety 1981 až 1999 se pořádalo mistrovství Evropy každé dva roky v lichých letech. Od roku 2000 v sudých letech. Důvodem posunutí byla změna čtyřletého cyklu mistrovství světa v plaveckých sportech na dvouletý od roku 2001.

## Místa konání
| Rok   | Místo              | Země                           | Datum                 | Pla50 | SkdVo | VoPol | UmPla | PlOVo | SdVVV |
| ----- | ------------------ | ------------------------------ | --------------------- | ----- | ----- | ----- | ----- | ----- | ----- |
| 1926  | Budapešť           | Maďarsko                       | 18. – 22. srpna       | ⬤     | ⬤     | ⬤     | —     | —     | —     |
| 1927  | Bologna            | Itálie                         | 31. srpna – 4. září   | ⬤     | ⬤     | ⬤     | —     | —     | —     |
| 19301 | Vídeň              | Rakousko                       | —                     | —     | —     | —     | —     | —     | —     |
| 1931  | Paříž              | Francie                        | 23. – 30. srpna       | ⬤     | ⬤     | ⬤     | —     | —     | —     |
| 1934  | Magdeburg          | Německo                        | 12. – 19. srpna       | ⬤     | ⬤     | ⬤     | —     | —     | —     |
| 1938  | Londýn             | Spojené království             | 6. – 13. srpna        | ⬤     | ⬤     | ⬤     | —     | —     | —     |
| 1947  | Monte Carlo        | Monako                         | 10. – 14. září        | ⬤     | ⬤     | ⬤     | —     | —     | —     |
| 1950  | Vídeň              | Rakousko                       | 20. – 27. srpna       | ⬤     | ⬤     | ⬤     | —     | —     | —     |
| 1954  | Turín              | Itálie                         | 31. srpna – 5. září   | ⬤     | ⬤     | ⬤     | —     | —     | —     |
| 1958  | Budapešť           | Maďarsko                       | 31. srpna – 6. září   | ⬤     | ⬤     | ⬤     | —     | —     | —     |
| 1962  | Lipsko             | Německá demokratická republika | 18. – 25. srpna       | ⬤     | ⬤     | ⬤     | —     | —     | —     |
| 1966  | Utrecht            | Nizozemsko                     | 20. – 27. srpna       | ⬤     | ⬤     | ⬤     | —     | —     | —     |
| 1970  | Barcelona          | Španělsko                      | 5. – 13. září         | ⬤     | ⬤     | ⬤     | —     | —     | —     |
| 1974  | Vídeň              | Rakousko                       | 18. – 25. srpna       | ⬤     | ⬤     | ⬤     | —     | —     | —     |
| 1977  | Jönköping          | Švédsko                        | 14. – 21. srpna       | ⬤     | ⬤     | ⬤     | ⬤     | —     | —     |
| 1981  | Split              | Jugoslávie                     | 4. – 12. září         | ⬤     | ⬤     | ⬤     | ⬤     | —     | —     |
| 1983  | Řím                | Itálie                         | 22. – 27. srpna       | ⬤     | ⬤     | ⬤     | ⬤     | —     | —     |
| 1985  | Sofie              | Bulharsko                      | 4. – 11. srpna        | ⬤     | ⬤     | ⬤     | ⬤     | —     | —     |
| 1987  | Strasbourg         | Francie                        | 16. – 23. srpna       | ⬤     | ⬤     | ⬤     | ⬤     | —     | —     |
| 1989  | Bonn               | Západní Německo                | 15. – 20. srpna       | ⬤     | ⬤     | ⬤     | ⬤     | —     | —     |
| 1991  | Athény             | Řecko                          | 18. – 25. srpna       | ⬤     | ⬤     | ⬤     | ⬤     | —     | —     |
| 1993  | Sheffield          | Spojené království             | 3. – 8. srpna         | ⬤     | ⬤     | ⬤     | ⬤     | —     | —     |
| 1995  | Vídeň              | Rakousko                       | 22. – 27. srpna       | ⬤     | ⬤     | ⬤     | ⬤     | ⬤     | —     |
| 1997  | Sevilla            | Španělsko                      | 19. – 24. srpna       | ⬤     | ⬤     | ⬤     | ⬤     | ⬤     | —     |
| 1999  | Istanbul           | Turecko                        | 26. června – 1. srpna | ⬤     | ⬤     | —     | ⬤     | ⬤     | —     |
| 2000  | Helsinki           | Finsko                         | 3. – 9. června        | ⬤     | ⬤     | —     | ⬤     | ⬤     | —     |
| 2002  | Berlín             | Německo                        | 29. června – 4. srpna | ⬤     | ⬤     | —     | ⬤     | ⬤     | —     |
| 2004  | Madrid             | Španělsko                      | 5. – 16. května       | ⬤     | ⬤     | —     | ⬤     | ⬤     | —     |
| 2006  | Budapešť           | Maďarsko                       | 26. června – 6. srpna | ⬤     | ⬤     | —     | ⬤     | ⬤     | —     |
| 2008  | Eindhoven          | Nizozemsko                     | 13. – 24. března      | ⬤     | ⬤     | —     | ⬤     | —     | —     |
| 2010  | Budapešť           | Maďarsko                       | 4. – 15. srpna        | ⬤     | ⬤     | —     | ⬤     | ⬤     | —     |
| 2012  | Debrecín Eindhoven | Maďarsko Nizozemsko            | 14. – 27. května      | ⬤     | ⬤     | —     | ⬤     | —     | —     |
| 2014  | Berlín             | Německo                        | 13. - 24. srpna       | ⬤     | ⬤     | —     | ⬤     | ⬤     | —     |
| 2016  | Londýn             | Velká Británie                 | 9. - 22. května       | ⬤     | ⬤     | —     | ⬤     | —     | —     |
| 2018  | Glasgow            | Velká Británie                 | 1. - 12. srpna        | ⬤     | ⬤     | —     | ⬤     | ⬤     | —     |
| 2020  | Budapešť           | Maďarsko                       | 10. - 23. května 2021 | ⬤     | ⬤     | —     | ⬤     | ⬤     | —     |
| 2022  | Řím                | Itálie                         | 11. - 21. srpna       | ⬤     | ⬤     | —     | ⬤     | ⬤     | ⬤     |

1 Rakouský plavecký svaz pořádání mistrovství Evropy v březnu odřekl z finančních důvodů.

## Pořadí zemí podle získaných medailí (1926-2010)
| Pořadí | Stát                                           | Zlato | Stříbro | Bronz | Celkem |
| ------ | ---------------------------------------------- | ----- | ------- | ----- | ------ |
| 1      | Německá demokratická republika                 | 143   | 116     | 68    | 327    |
| 2      | Německo                                        | 139   | 130     | 96    | 365    |
| 3      | Rusko                                          | 133   | 78      | 51    | 262    |
| 4      | Sovětský svaz                                  | 97    | 87      | 80    | 264    |
| 5      | Maďarsko                                       | 82    | 71      | 50    | 203    |
| 6      | Francie                                        | 66    | 75      | 63    | 204    |
| 7      | Nizozemsko                                     | 64    | 77      | 76    | 217    |
| 8      | Itálie                                         | 61    | 73      | 108   | 242    |
| 9      | Spojené království                             | 51    | 61      | 89    | 201    |
| 10     | Švédsko                                        | 47    | 64      | 60    | 171    |
| 11     | Západní Německo                                | 41    | 33      | 49    | 123    |
| 12     | Ukrajina                                       | 36    | 34      | 42    | 112    |
| 13     | Španělsko                                      | 22    | 37      | 31    | 90     |
| 14     | Dánsko                                         | 21    | 12      | 27    | 60     |
| 15     | Polsko                                         | 15    | 13      | 19    | 47     |
| 16     | Rakousko                                       | 12    | 16      | 15    | 43     |
| 17     | Finsko                                         | 12    | 6       | 8     | 26     |
| 18     | Rumunsko                                       | 8     | 23      | 31    | 62     |
| 19     | Belgie                                         | 5     | 5       | 13    | 23     |
| 20     | Bělorusko                                      | 4     | 7       | 13    | 24     |
| 21     | Norsko                                         | 4     | 6       | 4     | 14     |
| 22     | Irsko                                          | 4     | 5       | 0     | 9      |
| 23     | Slovensko                                      | 3     | 10      | 2     | 15     |
| 24     | Švýcarsko                                      | 3     | 5       | 15    | 19     |
| 25     | Jugoslávie                                     | 2     | 14      | 13    | 29     |
| 26     | Chorvatsko                                     | 2     | 6       | 6     | 14     |
| 27     | Řecko                                          | 2     | 5       | 12    | 19     |
| 28     | Československo                                 | 2     | 4       | 11    | 17     |
| 29     | Bulharsko                                      | 2     | 3       | 9     | 14     |
| 30     | Česko                                          | 2     | 1       | 13    | 16     |
| 31     | Slovinsko                                      | 1     | 4       | 6     | 11     |
| 32     | Srbsko                                         | 1     | 0       | 0     | 1      |
| 33     | Izrael                                         | 0     | 2       | 4     | 6      |
| 34     | Litva                                          | 0     | 2       | 2     | 4      |
| 35     | Socialistická federativní republika Jugoslávie | 0     | 1       | 0     | 1      |
| 35     | Faerské ostrovy                                | 0     | 1       | 0     | 1      |
| 35     | Portugalsko                                    | 0     | 1       | 0     | 1      |
| 38     | Turecko                                        | 0     | 0       | 1     | 1      |
| Total  | Total                                          | 1087  | 1088    | 1087  | 3262   |